# Jesús Marchamalo
Jesús Marchamalo García (Madrid, 1960) es un escritor y periodista de radio, televisión y prensa escrita.

## Biografía
Desde hace cuarenta años se dedica, casi en exclusiva, al periodismo y la gestión cultural. Ha desarrollado su actividad profesional sobre todo en Radio Nacional de España y Televisión Española, donde ha trabajado fundamentalmente en el campo del guion, la dirección de programas y la creación de contenidos, y como presentador.
Labor que compagina con colaboraciones en diversos diarios y publicaciones culturales en los que firma reportajes, entrevistas y reseñas relacionadas con el mundo de la edición, literatura y creación literaria -Informaciones, Diario de Canarias, ABC Cultural- y revistas, como Muy interesante, Eñe, Leer, Cuadernos Hispanoamericanos, Revista de Occidente o Mirlo. 
Ha sido profesor del máster de Radio de Radio Nacional de España, y ha impartido numerosas conferencias, cursos y seminarios sobre temas relacionados con el periodismo y la creación literaria, la promoción de la lectura y el lenguaje.
Durante ocho temporadas fue presentador y guionista del espacio Al habla, en La 2 de Televisión Española, dedicado a la difusión del idioma español. 
Es autor de la serie Bibliotecas de escritores -ABC Cultural,Fundación Miguel Delibes, Ayuntamiento de Fuenlabrada-, un recorrido por las bibliotecas personales de casi sesenta escritores españoles contemporáneos de la que por el momento se han publicado dos libros en Siruela. 
Ha comisariado diversas exposiciones, entre otras Cortázar y los libros, inaugurada en la sala del Círculo de Lectores en Madrid en octubre de 2005 y que en la actualidad puede visitarse en el sitio web del Instituto Cervantes. También fue responsable de la exposición Esto no es un libro, en 2009, para el Consejo Superior de Investigaciones Científicas, en Madrid; José-Miguel Ullán, visto y no visto, en marzo de 2010, para el Centro Cultural Círculo de Lectores, en Barcelona, Germán, dedicada al editor Germán Sánchez Ruipérez, en Casa del lector, en 2012, y de la muestra Retrato y literatura en la Biblioteca Nacional de España, en 2014.
En 2017 inauguró, también en la Biblioteca Nacional de España, Pasa Página, una invitación a la lectura. 
En 2020 comisarió para la Biblioteca Nacional de España la exposición 'Delibes'.  
En la actualidad colabora en el programa No es un día cualquiera y en El ojo crítico, ambos en Radio Nacional de España. 
En 2022 presentó el programa de televisión Encuentros en La 2 de TVE junto a Elena Sánchez Caballero.
En julio de 2023, el Ministerio de Cultura y Deporte lo distinguió con el Premio Nacional de Periodismo Cultural «por su larga trayectoria tras tantos años de dedicación a nuestra cultura y por su compromiso, generosidad y entusiasmo con el que siempre ha desarrollado su trabajo en el periodismo cultural. Por la importancia de sus aportaciones al enriquecimiento de la vida cultural española, tanto la literaria como la artística, que ha contribuido al conocimiento de escritores y creadores».

## Premios
- Premio Barahona Soto de teatro infantil (1982).
- Premio Ícaro de periodismo[2] (1989).
- Premio Internacional de Radio, Urti (París, 1990); con Fernando Luna y Carlos Faraco.[3][4]
- Premio Montecarlo de Radio (Mónaco, 1992); con Fernando Luna y Carlos Faraco.
- Premio Nacional de Periodismo Miguel Delibes en 1999.
- Premio Nacional de Periodismo Cultural[5]

## Libros
- Manual ilustrado de copia y chuletaje (Miraguano, 1985, 1991).
- Técnicas de comunicación en radio (Paidós, 1994, 2006).
- La venganza, el placer de la justicia salvaje (Espasa, 1995).
- Bocadillos de delfín, anuncios y vida cotidiana en la posguerra española (Grijalbo, 1996).
- La tienda de palabras (Siruela, 1999, 2000, 2010, 2019), Premio White Raven, 2000 de la Jugendbibliothek de Múnich,[6]
- El foiegras de Gris y otras historias de pintores (Diputación Provincial de Cuenca, 2006).
- 39 escritores y medio (Siruela, 2006, 2007).
- Las bibliotecas perdidas (Renacimiento, 2008).
- No hay adverbio que te venga bien (Eclipsados, 2009).
- 44 escritores de la literatura universal (Siruela, 2009, 2019).
- Tocar los libros, con prólogo de Luis Mateo Díez, (CSIC, 2008; Fórcola Ediciones, 2010, Cátedra 2020).
- Cortázar y los libros, con prólogo de Javier Gomá (Fórcola, 2011, Cátedra 2022).
- Donde se guardan los libros (Siruela, 2011).
- Los reinos de papel. Bibliotecas de escritores. Prólogo de Gustavo Martín Garzo (Siruela/Fundación Miguel Delibes, 2016).[7]
- Palabras, ilustrado por Mo Gutíerrez Serna (Kalandraka, 2014). Premio a los libros mejor editados del año, otorgado por el Ministerio de Cultura de España y Premio del Banco del Libro de Venezuela, 2014.
- El bolso de Blixen, ilustrado por Antonio Santos. (Nórdica, 2016).
- Cortázar, ilustrado por Marc Torices (Nórdica, 2017, Premio al Mejor Libro Ilustrado del año, otorgado por los Libreros de Navarra y Premio a la Mejor Novela Gráfica de 2017, del Festival Splash de Sagunt.[8]
- Virginia Woolf, las olas ilustrado por Antonio Santos (Nórdica, 2017).
- La conquista de los polos (ilustrado por Agustín Comotto) (Nórdica, 2018).
- Stefan Zweig, la tinta violeta (ilustrado por Antonio Santos) (Nórdica, 2019).
- Me acuerdo, (Papeles mínimos, 2020).
- Delibes en bicicleta (ilustrado por Antonio Santos) (Nórdica, 2020).
- El libro de Miguel Delibes (Destino)